# Kuchel (Samahil)
Kuchel es una población del estado de Yucatán, México, localizada en el municipio de Samahil, ubicada en la parte nor-oeste de dicho estado peninsular. 

## Toponimia
El nombre (Kuchel) proviene del idioma maya.Que significa Nido de pájaros 

## Galería

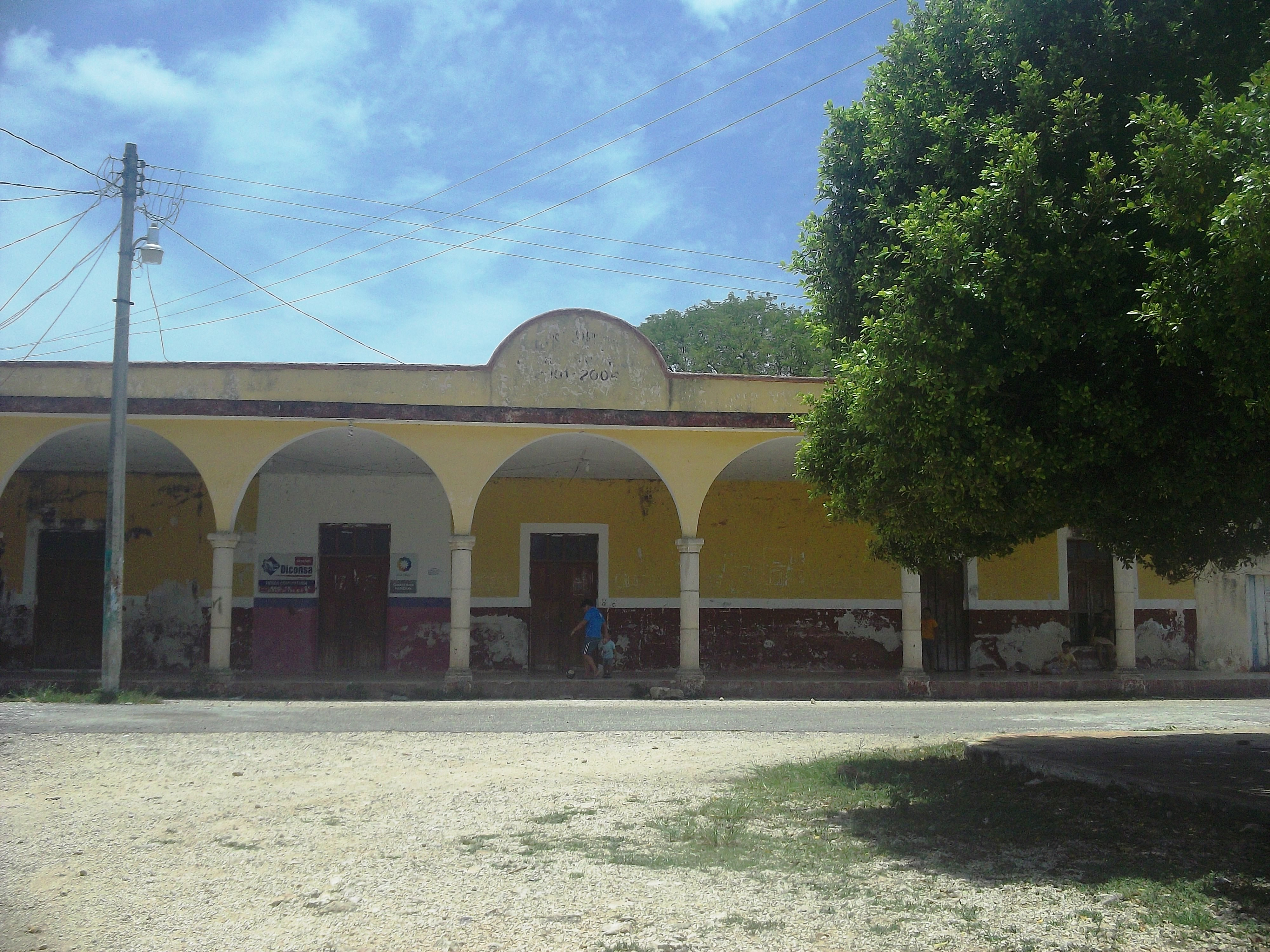
Casa comisarial de Kuchel.
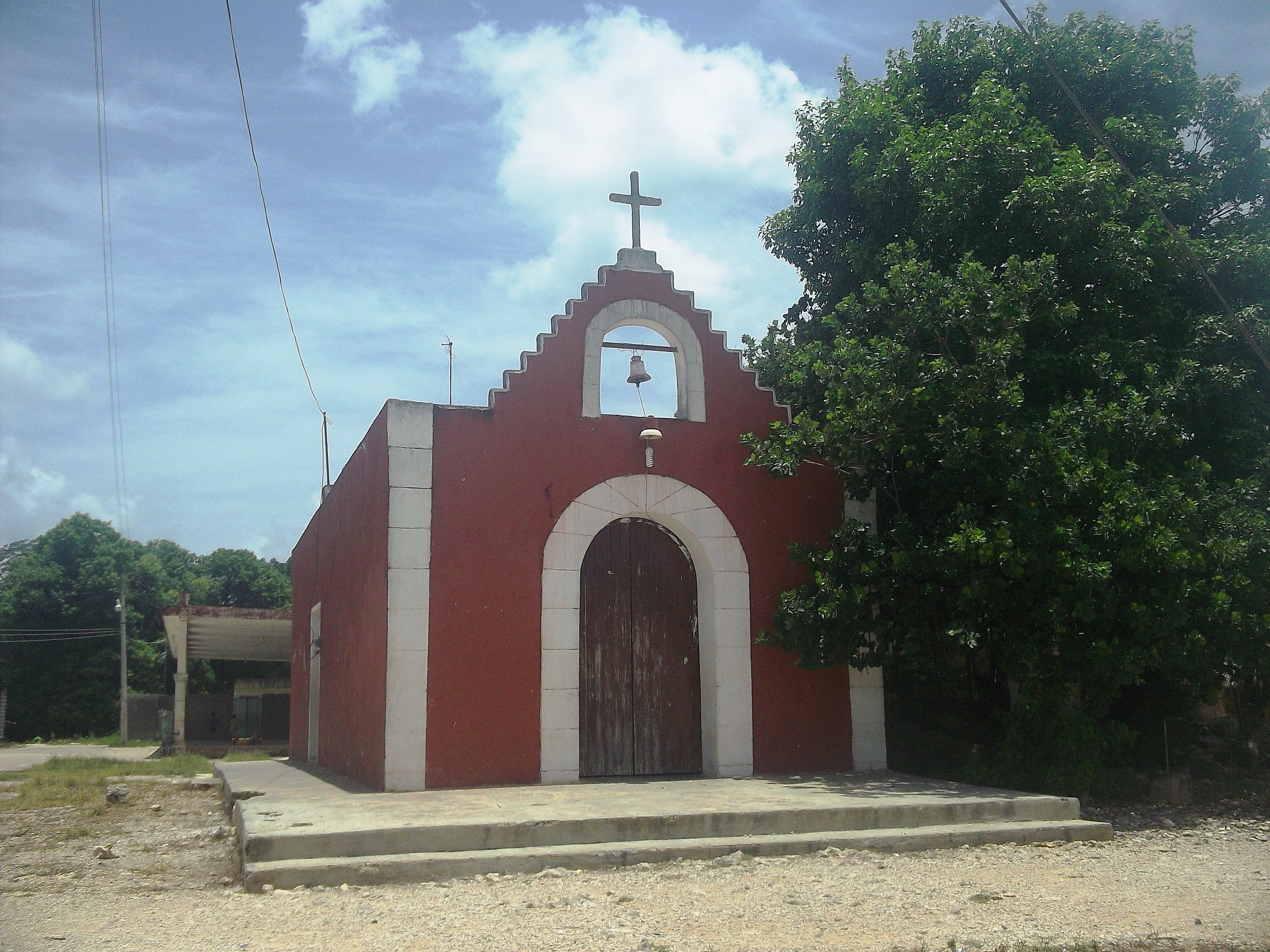
Iglesia de Kuchel.
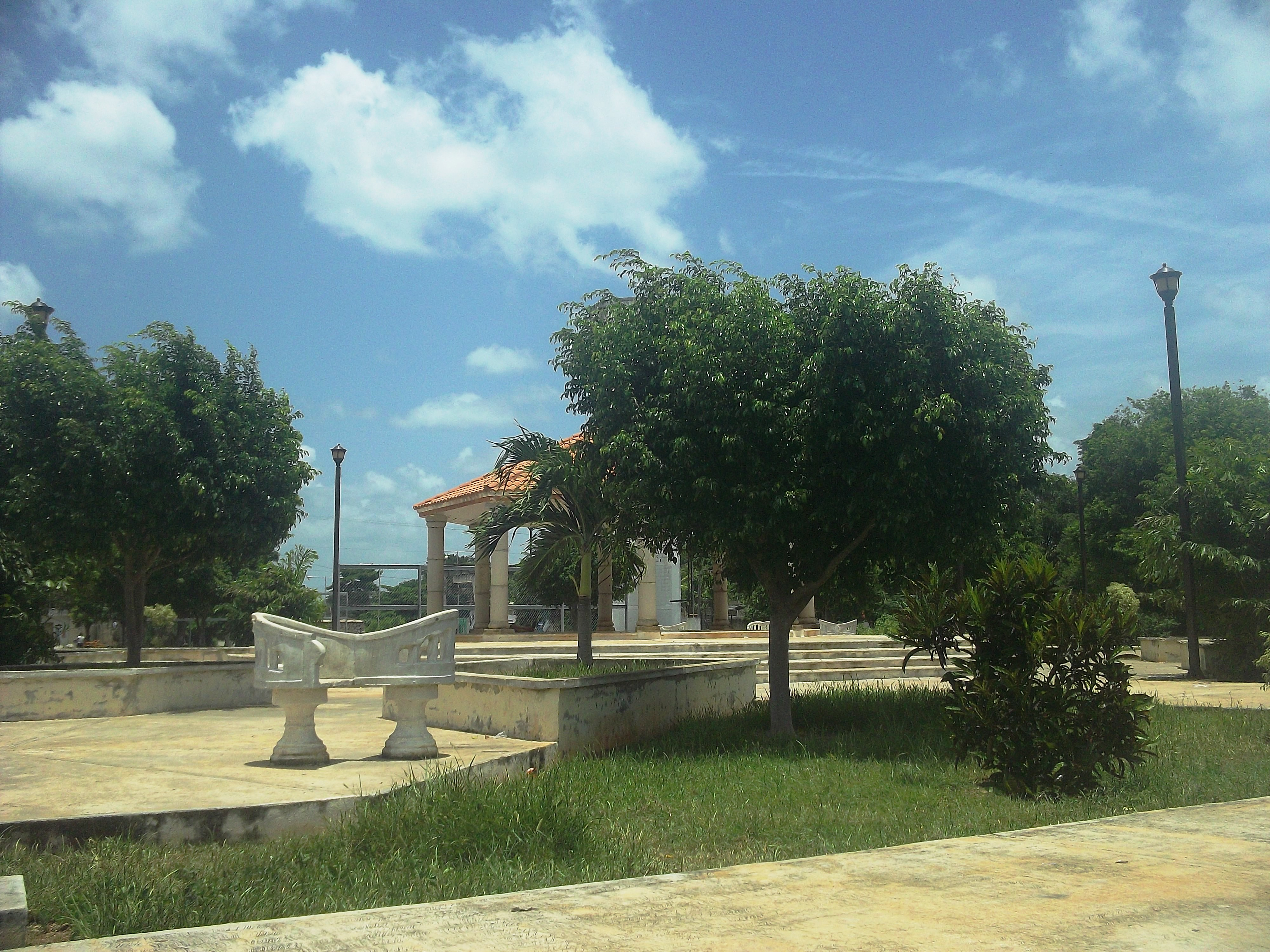
Parque principal de Kuchel.
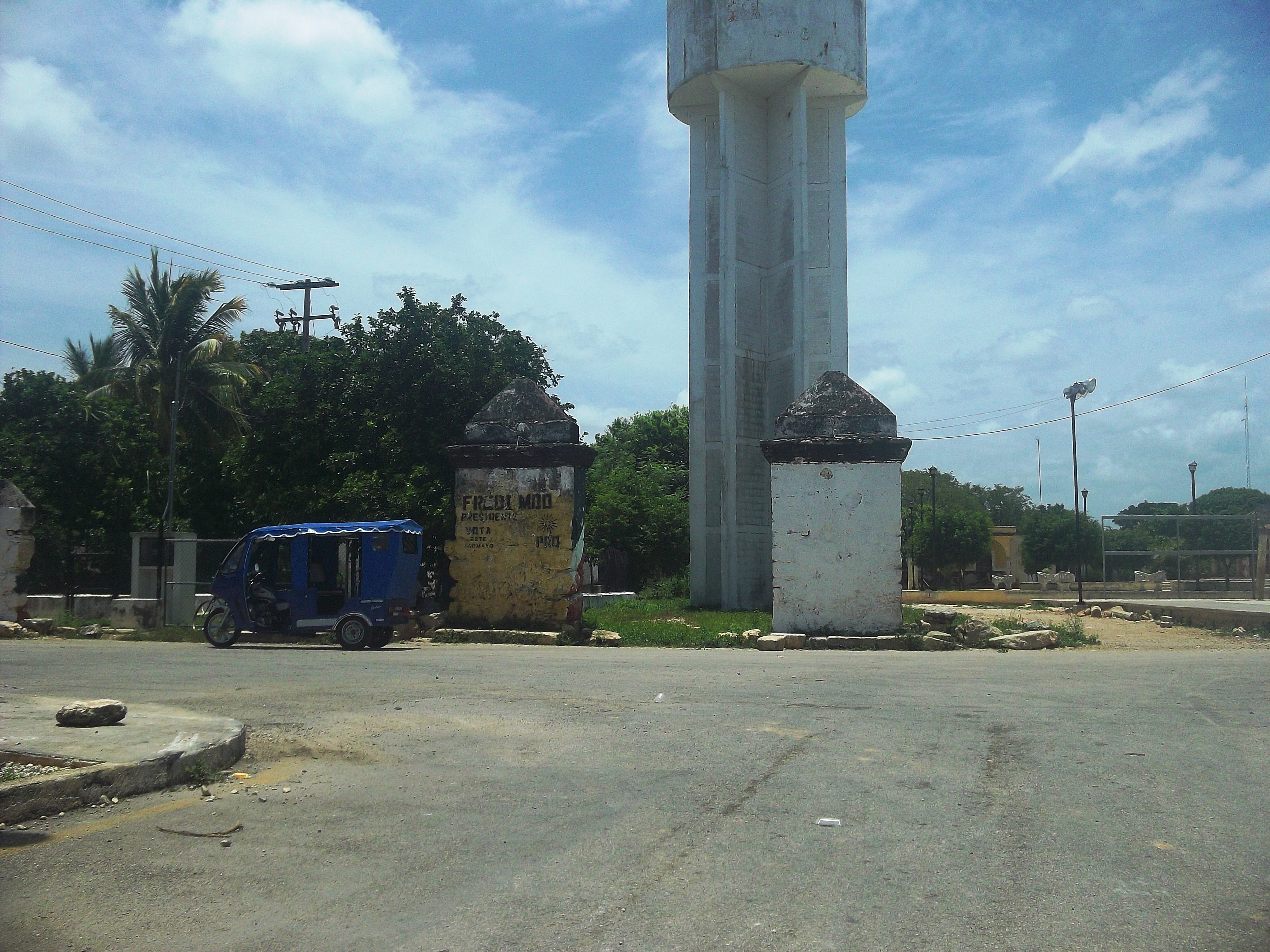
Entrada de Kuchel.
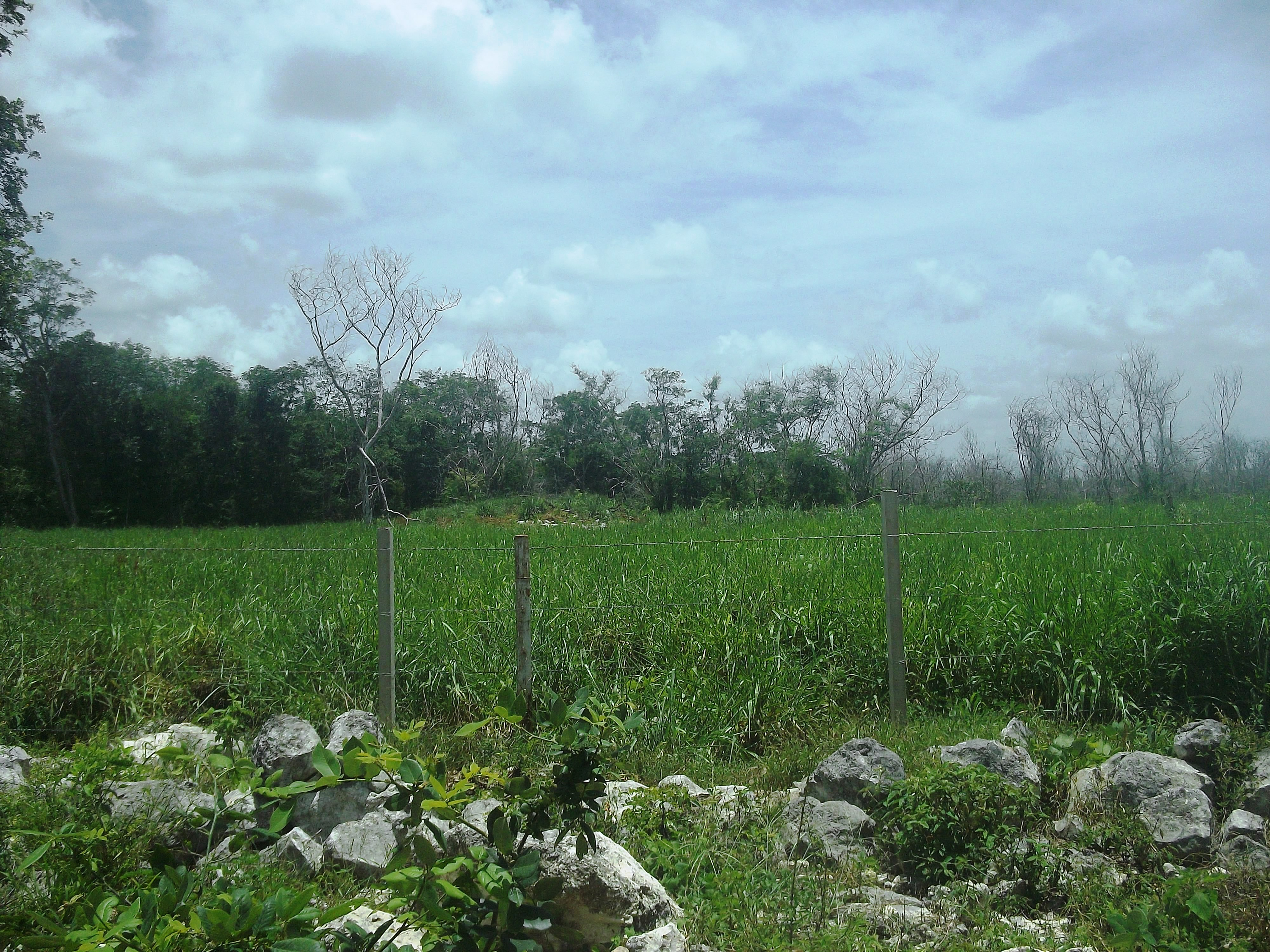
Campos de Kuchel